# 워너원 프리미어 팬콘
《워너원 프리미어 팬콘》은 워너원의 첫 번째 국내 팬미팅이자 두 번째 단독 콘서트이다.

## 콘서트 일정
| 날짜             | 도시 | 국가     | 장소                            |
| ---------------- | ---- | -------- | ------------------------------- |
| 2017년 12월 15일 | 서울 | 대한민국 | 올림픽공원 SK올림픽핸드볼경기장 |
| 2017년 12월 16일 | 서울 | 대한민국 | 올림픽공원 SK올림픽핸드볼경기장 |
| 2017년 12월 17일 | 서울 | 대한민국 | 올림픽공원 SK올림픽핸드볼경기장 |
| 2017년 12월 23일 | 부산 | 대한민국 | 벡스코 제1전시장                |
| 2017년 12월 24일 | 부산 | 대한민국 | 벡스코 제1전시장                |

## 세트 리스트
1. 《Nothing Without You (Intro.)》
2. 《갖고 싶어》
3. 《이 자리에 (Always)》
4. Opening Ment
5. 《에너제틱 (Energetic)》
6. Talk 1 : 판도라의 상자 지목토크
7. 《Twilight》
8. VCR 1
9. 《캐롤 메들리》
10. 워너블배 청팀백팀 운동회
11. 《NEVER》
12. 《활활 (Burn It Up) (Prequel Remix)》
13. Talk 2
14. 《Wanna Be (My Baby)》
15. VCR 2
16. 《Beautiful》
17. Closing Ment
18. 《나야 나 (PICK ME)》